# Bertil Duroj
Bertil Duroj, född Adolf Bertil Rinaldo Pettersson 20 november 1893 i Tveta socken, Södermanland, död 15 juni 1967 i Råsunda, var en svensk filmarkitekt och scenograf med arbete främst på Svensk Filmindustri (SF).  

## Filmografi
1921 var Duroj assisterande arkitekt vid inspelningen av Victor Sjöströms storsatsning Körkarlen efter Selma Lagerlöfs roman. Därefter medverkade han i produktionen av en lång rad filmer. Bland andra den första filmen om Bombi Bitt (1936) och Doktor Glas med Georg Rydeberg (1942) samt några av Åsa-Nisse-filmerna. Hans sista insats var i Raggare år 1959. Källa: http://www.sfi.se/sv/svensk-filmdatabas/Item/?type=PERSON&itemid=58467&iv=MOVIE
Duroj hade själv små roller i1923 – En rackarunge
- 1924 – Löjen och tårar